# Simone Padoin
Simone Padoin (Gemona del Friuli, 18 maart 1984) is een Italiaans voetballer die als middenvelder of vleugelverdediger speelt. Hij tekende in juli 2016 een contract tot medio 2019 bij Cagliari, dat hem overnam van Juventus.

## Clubcarrière

### Vicenza
Padoin begon zijn carrière in de jeugdopleiding van Atalanta. In 2003 maakte hij de overstap naar Vicenza Calcio, waarbij beide clubs een aandeel in hem bleven houden. In zijn eerste seizoen bij Vicenza, de jaargang 2003/04, speelde hij 23 wedstrijden in de Serie B, waarin hij één doelpunt maakte: op 16 november 2003 maakte Padoin in het uitduel tegen US Triestina het enige doelpunt van de wedstrijd en tevens zijn eerste doelpunt in het betaald voetbal. In het volgende seizoen maakte het co-eigenaarschap van Atalanta en Vicenza plaats voor een volledig bezit van aandelen in Padoin van Vicenza. Hij speelde 31 wedstrijden in de Serie B en was daarnaast driemaal actief in de Coppa Italia 2004/05. In de Serie B 2005/06 speelde Padoine in 31 van de 42 competitiewedstrijden, waarvan de meeste volledig (negentig minuten). Eén doelpunt maakte hij: in de tiende speelronde, op 15 oktober 2005, was hij de maker van het enige doelpunt aan de kant van Vicenza tegenover Bologna FC 1909 (eindstand 1–4). In het seizoen 2005/06 eindigde Vicenza op de zestiende plaats, drie punten boven de degradatiezone; twee gelijkspellen in de laatste maand van het seizoen tegen andere degradatiekandidaten en een 1–3 zege bij nummer 10 Brescia Calcio bezorgden Padoin en zijn club lijfsbehoud. Padoin speelde in de jaargang 2006/07, zijn laatste in dienst van Vicenza, zijn meeste wedstrijden voor de club in vier jaar: 38, waarvan 37 in de competitie. Viermaal was hij trefzeker; één doelpunt was beslissend, toen op 27 januari 2007 de thuiswedstrijd tegen FC Crotone met 1–0 werd gewonnen. Op 14 maart werd hij na een halfuur met een rode kaart van het veld gestuurd; in de rest van het seizoen kreeg Padoin ook zeven gele kaarten, waardoor hij enkele keren werd geschorst. Padoin speelde zijn 130ste en laatste wedstrijd in dienst van Vicenza op 3 juni 2007.

### Atalanta
Aan het begin van het seizoen 2007/08 keerde Padoin terug bij Atalanta Bergamo. Op 26 augustus 2007 speelde hij zijn eerste wedstrijd voor Atalanta en tevens eerste wedstrijd op het hoogste competitieniveau – de Serie A – tegen Reggina Calcio (1–1) als invaller voor Antonio Langella. Drie dagen later speelde Padoin met Atalanta tegen Ascoli Calcio 1898 de eerste wedstrijd om de Coppa Italia; in de 51ste minuut maakte hij de gelijkmaker (1–1) nadat Atalanta in de eerste helft op achterstand was gekomen. In de blessuretijd van de verlenging maakte Ascoli het winnende doelpunt en schakelde zodoende Padoin en zijn club in de derde ronde uit. Op 16 maart 2008 was Padoin invaller in het competitieduel tegen Empoli FC (4–1 winst). Hij verving Langella na een klein uur, waarna hij in het restant van de wedstrijd tweemaal scoorde en zo Atalanta een 4–1 zege bezorgde. In zijn eerste seizoen in de Serie A kwam Padoin in 31 wedstrijden in actie en maakte hij drie doelpunten. Zowel in de seizoenen 2008/09 als 2009/10 speelde hij 36 wedstrijden in de Serie A. In de laatstgenoemde editie van de competitie degradeerde Atalanta naar de Serie B, maar in het seizoen 2010/11 werd direct opnieuw promotie afgedwongen door het betaalde kampioenschap in de Serie B. Het was Padoins eerste landstitel. In de Serie A 2011/12 startte hij als basisspeler in het elftal van Atlanta, miste één wedstrijd door een schorsing na vier gele kaarten en was trefzeker in de laatste wedstrijd van de eerste seizoenshelft tegen AC Cesena (4–1 overwinning).

### Juventus
Padoin tekende in januari 2012 een contract voor vijf seizoenen bij landskampioen Juventus. Met de transfer was een bedrag van vijf miljoen euro gemoeid. Hij maakte op 18 februari zijn debuut voor de club, thuis tegen Catania; Padoin begon in het basiselftal en werd na 68 minuten bij een 1–1 stand vervangen door Simone Pepe (eindstand 3–1). Bij Juventus kende Padoin met name een rol als reservespeler en invaller, met in de seizoenen 2012/13 en 2013/14 respectievelijk zes en acht basisplaatsen in de competitie. Padoin was op 5 mei 2014 in de 72ste minuut de maker van het enige doelpunt in een gewonnen wedstrijd tegen zijn voormalige werkgever Atalanta. Hij speelde in het seizoen 2014/15 25 competitiewedstrijden, vijf duels in de strijd om de in mei 2015 gewonnen Coppa Italia 2014/15 en in vier in de UEFA Champions League 2014/15, waarvan Juventus dat jaar de finale haalde. Daarin deed hij zelf niet mee. Padoin won in het seizoen 2015/16 vervolgens voor het vijfde jaar op rij het landskampioenschap met Juventus en voor de tweede keer de nationale beker. Zijn aandeel hierin bedroeg twaalf competitie- en twee bekerwedstrijden.

### Cagliari
Padoin tekende in juli 2016 een contract tot medio 2019 bij Cagliari, dat in het voorgaande seizoen kampioen werd in de Serie B.

## Erelijst
| Competitie       |                  |                                             |                  |                  |
| Competitie       | Aantal           | Jaren                                       |                  |                  |
| Atalanta Bergamo | Atalanta Bergamo | Atalanta Bergamo                            | Atalanta Bergamo | Atalanta Bergamo |
| ---------------- | ---------------- | ------------------------------------------- | ---------------- | ---------------- |
| Kampioen Serie B | 1x               | 2010/11                                     |                  |                  |
| Juventus         |                  |                                             |                  |                  |
| Kampioen Serie A | 5x               | 2011/12, 2012/13, 2013/14, 2014/15, 2015/16 |                  |                  |
| Coppa Italia     | 2x               | 2014/15, 2015/16                            |                  |                  |
| Supercoppa       | 3x               | 2012, 2013, 2015                            |                  |                  |